# ワンボードマイコン

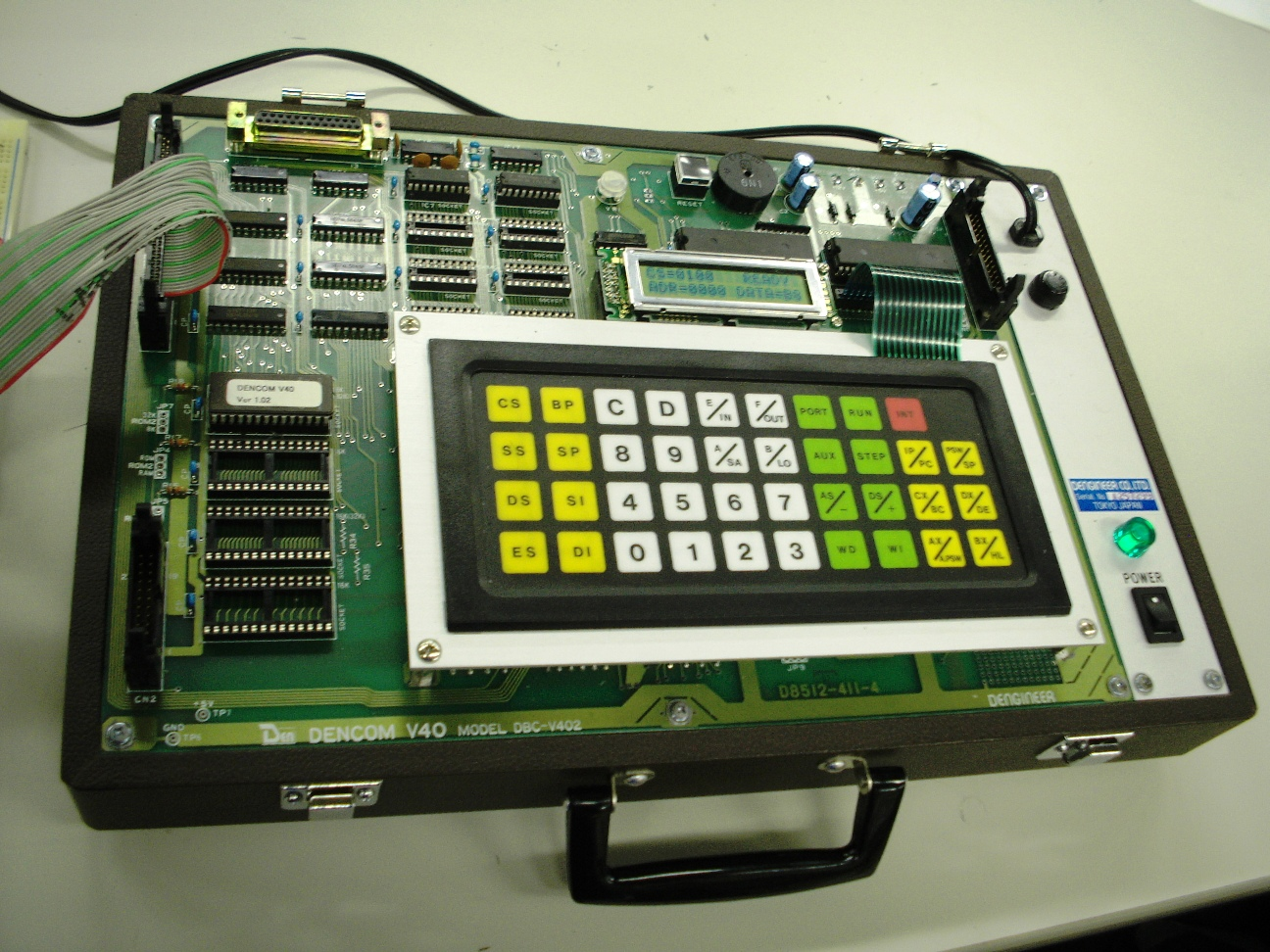
ワンボードマイコン

ワンボードマイコンとは、むき出しの一枚（ワン）のプリント基板（ボード）の上に、電子部品と最低限の入出力装置を付けただけの極めて簡素なマイクロコンピュータである。

## 概要
元々はいわゆる評価用ボードだったのだが、コンピュータが個人のホビーとして使えるようになった、最初の形態のひとつとなった。その後マイクロコンピュータはHome computer（en:Home computer、ホビーパソコンも参照）やパーソナルコンピュータへと分化発展し、ワンボードマイコンは元の評価用や組込み開発用ボードに戻った。
その後21世紀に入ってから、Arduinoなど、物自体としては大きな違いは無いが、ホビー等、より広い顧客層に向けたタイプの製品・商品があらわれるようになった。また、シングルボードコンピュータと呼ばれる新しい形態もあらわれた（シングルボードコンピュータについてはそちらの記事を参照）。

## 仕様
ここでは1970年代のそれについて述べる。
製品としては、組み立てキットのものと、ボードとしては完成した状態で販売されたものとがあった。部品単位から組み立てる製品では、購入者ははんだごてを使って組み立てる事から始める。ボードに直流電源を供給する電源ユニットも別売りのものが多かったが、当時は自作する者も多かった。ボード自体を設計自作する者もいた。
入力機器もまだ16進数キーパッドとアセンブリ言語のニーモニック入力などに使用するキー9個程度が付いているだけだった。また東芝のEXシリーズでは単位スイッチ（ONかOFFかの二方向しかない）が8～12列並んでおり、これらを上下させて2進数で入力する機種も存在した（これはホビー用マイコンとして初期のヒットした機種であるAltair 8800と同じだが、Altair 8800自体はワンボードでなく、ケースに入っていた）。
出力機器としては、8桁程度の7セグメントLEDを標準で備えているものが多かった。ワンボードマイコンでプログラミングを覚えても、目に見える変化は7セグメントLEDの数字が変わるものしか作れなかった。しかしこうした貧弱な表示でも楽しむ要素を作ろうと、例えば7セグメントLEDの"|"と"＿"と"￣"を使って「プロペラ」を表してみたり、7セグメントLEDを横倒しにして縦8段×横3列のブロックくずしを作るなど、涙ぐましい努力が見られた。また、汎用I/Oポートを備えているものが多かったので、外付け回路により、様々な制御を試みることが行われた。
より発達した入出力機器（なんとかパソコンと言えそうな程度）まで持っていくにはキーボード、テレビ画面、プログラム言語（載せることが可能なのはTiny BASICかForth程度）が必要となるが、メーカーによってはこれらの為の拡張キットも発売していた。とは言えこれも使用者が工作をせねばならず、自作でBASICを搭載するユーザもいた。

## Arduino
このカテゴリは、Arduinoが初の製品であるといったわけでもないが（WIRINGなどがあった）、安価で、プロの開発者ではなくもっぱらホビイストを対象とし、PC上のスクリプト言語などから制御できるといった特徴を持つ。少し方向性は異なるが、mbedのように開発環境はWeb上にある、といったタイプの製品も現れてきている。

## 歴史
黎明期の初端においては、日本は米国と同様にエンジニアや好事家が独自に部品を調達してワンボードマイコンなどを設計・制作し、あるいはもっぱら輸入された評価キットやワンボードマイコンなどが秋葉原の電子デバイス店などの小売店で細々と売られる程度であった。米国では1974年末に発売されたAltair 8800がヒットすると、その互換機も複数登場して拡がりを見せていた。日本でもこれらの輸入品を取り扱う店舗がいくつか登場したが、高価であったため購入できた者は少数であった。
1975年にインテルの評価キットSDK-80（発売時135,000円）が発売された。それまでの評価キットは既にボードに部品が付いている完成品であったが、SDK-80は未配線で必要な部品をセットにしただけの組立キットであった。これは、キットを技術者自らに組み立てさせることが教育的に有効であると判明したためであった。この方式は好評を博し、後発の製品に影響を与えた。SDK-80はテレタイプ端末を想定したデバッグモニタが付いており高機能であったが、必要とされるテレタイプは数十万円と高価であり、とても個人で所有するものではなかった。テレタイプを持たない一部の好事家が先走ってこれを購入し、後になってその点に気づいた例もあった。
日本では1976年5月に東芝よりTLCS-12A EX-0（定価99,000円）が発売された。電源装置さえ別途用意すれば、12ビットのLED表示とディップスイッチを使ってテレタイプ端末などの入出力機器を必要とせずに動作させることができる日本国産初のワンボードマイコンである。米国でも同時期にモステクノロジーからテレタイプが不要なKIM-1が発売されて好評を博した。
日本において後の「国産マイコン」に連なる最初の製品は、1976年8月3日に日本電気(NEC)から発売されたTK-80（定価88,500円）とされる。本機はTK(Training Kit)という名前からも分かるように、元来は8080互換マイクロプロセッサの評価・教育用ツールで、ボードに16進キーボードとLED表示器がついただけのものだった。しかし同年9月13日に秋葉原ラジオ会館に開設したBit-INNでサポートが行われるようになると、本来のターゲットである技術者を上回る勢いでアマチュアの好事家や学生に売れていることが明らかになった。同年10月にNECマイコンクラブを結成するなど積極的なユーザ支援体制もあって、企画当初の予想を超えたベストセラーになった。TK-80の立ち上がりを受けて他社からもワンボードマイコンが相次いで発売された。サードパーティからはその周辺機器が開発され、ブルーバックスの『マイ・コンピュータ入門』以下3部作や、月刊アスキーや月刊マイコンなどの専門誌も登場して、いわゆる「（第一次）マイコンブーム」を形成した。
しかし1970年代後半（日本ではその数年後）、手間をかける事なく、すぐに動かせる、後にパーソナルコンピュータと呼ばれるようなマシンが生産されるようになった。海外ではApple II以下陸続と（特にこの世代を指して「ホームコンピュータ」（en:Home computer）という分類もあるが日本では一般的でない）、日本のマシンではどれをもって最初とするかは議論があるが、決定付けたのはPC-8001であろう。ホビーの主力はそちらに移り（いわゆる「第二次マイコンブーム」。ホビーパソコンの記事も参照）、またビジネス用には1980年代前半にあらわれたMacintoshやIBM PCといった高性能・高機能なランクのパーソナルコンピュータが使われるようになり、マイコンボードは評価用、トレーニング用、制御組み込み用といった元々の位置に戻ることとなった。その後、2000年代に入り、ArduinoやRaspberry Pi、Intel Galileo、BeagleBoard等の趣味や教育用のシングルボードコンピュータが各社から発売され、活況を呈している。

## 主なメーカーと機種
以下の各節も、もっぱら1970年代のそれについてである。

### 日本国外製品
- Apple Computer - Apple I
- モステクノロジー - KIM-1（発売元:日本テクセル）
- Synertek - SYM-1
- ロックウェル・インターナショナル - AIM-65
- 宏碁（Multitech，現: エイサー） - マイクロ・プロフェッサー I（小教授一號、Microprofessor I、MPF I）
- モトローラ - MEK6800D2
- インテル - SDK-80,SDK-85（発売元:パネトロン）[11]
- Microcomputer Associates, Incorporated - JOLT（発売元:日本テクセル）
- シンクレア・リサーチ - MK14
- Mostek - KIM-1、Evalution（発売元:システム・マーケティング）
- フェアチャイルドセミコンダクター - F-8KIT 1A（発売元:TDKフェアチャイルド）
- IMSAI - IMSAI-8048
- RCA - CDP18SO20
- ナショナル・セミコンダクター - SC/MP
- インターシル - サンプラー[12]

### 日本国内製品
- 日本電気 - TK-80,TK-80E,TK-85
- 東芝 - EXシリーズ
- 日立 - H68/TR
- 富士通 - Lkit-8
- 三菱電機 - MELCS-8/2
- パナファコム（現:PFU） - Lkit-16（日本初の16ビットマイコン）
- ロジックシステムズ - MP-80
- MTコーポレーション - PROTO-80
- シャープ - MZ-40K
- RAM - Λ-1
  - これはメーカー発売品でなく、マイコン雑誌「RAM」の誌上企画で、連載に従ってワンボードマイコンを自作していったもの。
- 学研 - GMC-4